# 1358 Gaika
Az 1358 Gaika (ideiglenes jelöléssel 1935 OB) a Naprendszer kisbolygóövében található aszteroida. Cyril Jackson fedezte fel 1935. július 21-én, Johannesburgban.